# حيموريات
الحيموريات (الاسم العلمي: Rhodellales) هي رتبة من النباتات الحمراء تتبع طائفة الحيمورانية.

## التصنيف
- الحيمورات
  - الحيمورة